# Ottendorf-Okrilla
Ottendorf-Okrilla – miejscowość i gmina w Niemczech, w kraju związkowym Saksonia, w okręgu administracyjnym Drezno, w powiecie Budziszyn.

## Współpraca
Miejscowość partnerska:
- Schutterwald, Badenia-Wirtembergia
- Willstätt, Badenia-Wirtembergia (kontakty utrzymuje dzielnica Medingen)